# NGC 3167
NGC 3167 is een niet-bestaand object in het sterrenbeeld Kleine Leeuw. Het hemelobject werd op 1 mei 1862 ontdekt door de Duits-Deense astronoom Heinrich Louis d'Arrest.